# Lista de campeões da NASCAR Truck Series

## Por temporada
| Temporada | Piloto            | Dono                      | Número, Caminhão | Largadas   | Vitórias | Top 10s (Entre os 10 primeiros) | Poles | Pontos (vantagem) |
| --------- | ----------------- | ------------------------- | ---------------- | ---------- | -------- | ------------------------------- | ----- | ----------------- |
| 1995      | Mike Skinner      | Richard Childress         | #3, Chevrolet    | 20 (de 20) | 8        | 18                              | 7     | 3224 (126)        |
| 1996      | Ron Hornaday, Jr. | Dale Earnhardt            | #16, Chevrolet   | 24 (de 24) | 4        | 23                              | 2     | 3831 (53)         |
| 1997      | Jack Sprague      | Rick Hendrick             | #24, Chevrolet   | 26 (de 26) | 3        | 23                              | 5     | 3969 (232)        |
| 1998      | Ron Hornaday, Jr. | Dale Earnhardt            | #16, Chevrolet   | 27 (de 27) | 6        | 22                              | 2     | 4072 (3)          |
| 1999      | Jack Sprague      | Rick Hendrick             | #24, Chevrolet   | 25 (de 25) | 3        | 19                              | 1     | 3747 (8)          |
| 2000      | Greg Biffle       | Jack Roush                | #50, Ford        | 24 (de 24) | 5        | 18                              | 4     | 3826 (230)        |
| 2001      | Jack Sprague      | Rick Hendrick             | #24, Chevrolet   | 24 (de 24) | 4        | 17                              | 7     | 3670 (73)         |
| 2002      | Mike Bliss        | Steve Coulter             | #16, Chevrolet   | 22 (de 22) | 5        | 18                              | 4     | 3359 (46)         |
| 2003      | Travis Kvapil     | Steve Coulter             | #16, Chevrolet   | 25 (de 25) | 1        | 22                              | 0     | 3837 (9)          |
| 2004      | Bobby Hamilton    | Ele mesmo                 | #4, Dodge        | 25 (de 25) | 4        | 16                              | 0     | 3624 (46)         |
| 2005      | Ted Musgrave      | Jim Smith                 | #1, Dodge        | 25 (de 25) | 1        | 15                              | 1     | 3535 (55)         |
| 2006      | Todd Bodine       | Stephen Germain           | #30, Toyota      | 25 (de 25) | 3        | 16                              | 1     | 3666 (127)        |
| 2007      | Ron Hornaday, Jr. | Kevin Harvick             | #33, Chevrolet   | 25 (de 25) | 4        | 22                              | 1     | 3982 (54)         |
| 2008      | Johnny Benson     | Bill Davis                | #23, Toyota      | 25 (de 25) | 5        | 18                              | 3     | 3725 (7)          |
| 2009      | Ron Hornaday, Jr. | Kevin Harvick             | #33, Chevrolet   | 25 (de 25) | 6        | 20                              | 4     | 3959 (187)        |
| 2010      | Todd Bodine       | Stephen Germain           | #30, Toyota      | 25 (de 25) | 4        | 20                              | 2     | 3937 (207)        |
| 2011      | Austin Dillon     | Richard Childress         | #3, Chevrolet    | 25 (de 25) | 2        | 16                              | 5     | 888 (6)           |
| 2012      | James Buescher    | Steve Turner              | #31, Chevrolet   | 22 (de 22) | 4        | 14                              | 0     | 808 (6)           |
| 2013      | Matt Crafton      | Duke Thorson              | #88, Toyota      | 22 (de 22) | 1        | 19                              | 0     | 804 (40)          |
| 2014      | Matt Crafton      | Duke Thorson              | #88, Toyota      | 22 (de 22) | 2        | 17                              | 0     | 833 (21)          |
| 2015      | Erik Jones        | Kyle Busch                | #4, Toyota       | 23 (de 23) | 3        | 19                              | 5     | 899 (15)          |
| 2016      | Johnny Sauter     | Maurice J. Gallagher, Jr. | #21, Chevrolet   | 23 (de 23) | 3        | 19                              | 1     | 4030 (4)          |
| 2017      | Christopher Bell  | Kyle Busch                | #4, Toyota       | 23 (de 23) | 5        | 21                              | 5     | 4035 (1)          |
| 2018      | Brett Moffitt     | Shigeaki Hattori          | #16, Toyota      | 23 (de 23) | 6        | 13                              | 0     | 4040 (6)          |

## Por piloto
| Piloto            | Total | Temporadas             |
| ----------------- | ----- | ---------------------- |
| Ron Hornaday, Jr. | 4     | 1996, 1998, 2007, 2009 |
| Jack Sprague      | 3     | 1997, 1999, 2001       |
| Todd Bodine       | 2     | 2006, 2010             |
| Matt Crafton      | 2     | 2013, 2014             |
| Mike Skinner      | 1     | 1995                   |
| Greg Biffle       | 1     | 2000                   |
| Mike Bliss        | 1     | 2002                   |
| Travis Kvapil     | 1     | 2003                   |
| Bobby Hamilton    | 1     | 2004                   |
| Ted Musgrave      | 1     | 2005                   |
| Johnny Benson     | 1     | 2008                   |
| Austin Dillon     | 1     | 2011                   |
| James Buescher    | 1     | 2012                   |
| Erik Jones        | 1     | 2015                   |
| Johnny Sauter     | 1     | 2016                   |
| Christopher Bell  | 1     | 2017                   |
| Brett Moffitt     | 1     | 2018                   |

Notas
- Matt Crafton se tornou o primeiro piloto a vencer dois campeonatos consecutivos: (2013, 2014).